# شهلا میرگلوی بیات
شهلا میرگلوی بیات (زاده ۱۳۴۳ - تهران) نمایندهٔ دورهٔ نهم مجلس شورای اسلامی و عضو کمیسیون بهداشت و درمان مجلس شورای اسلامی از حوزهٔ انتخابیهٔ ساوه و زرندیه در استان مرکزی است..

## دیدگاه‌ها
شهلا میرگلوی بیات در خصوص اینکه چرا زنان در مجلس کم‌کاری می‌کنند؟ اظهار داشت، «ما زنان به دلیل مسائلی نمی‌توانستیم مانند آن‌ها و بدون میکروفون داد بزنیم و اعتراضمان را اعلام کنیم. ما اگرچه در صحن صحبت نکردیم ولی رایزنی‌هایی را با دیگر نمایندگان داشتیم و مطالبمان را به آن‌ها گفتیم تا آن‌ها مطرح کنند.» وی به‌منظور ورود به دورهٔ دهم مجلس شورای اسلامی نیز مجدداً از حوزهٔ انتخابی ساوه و زرندیه کاندیدای ورود به مجلس شد.